# Sterling Morrison

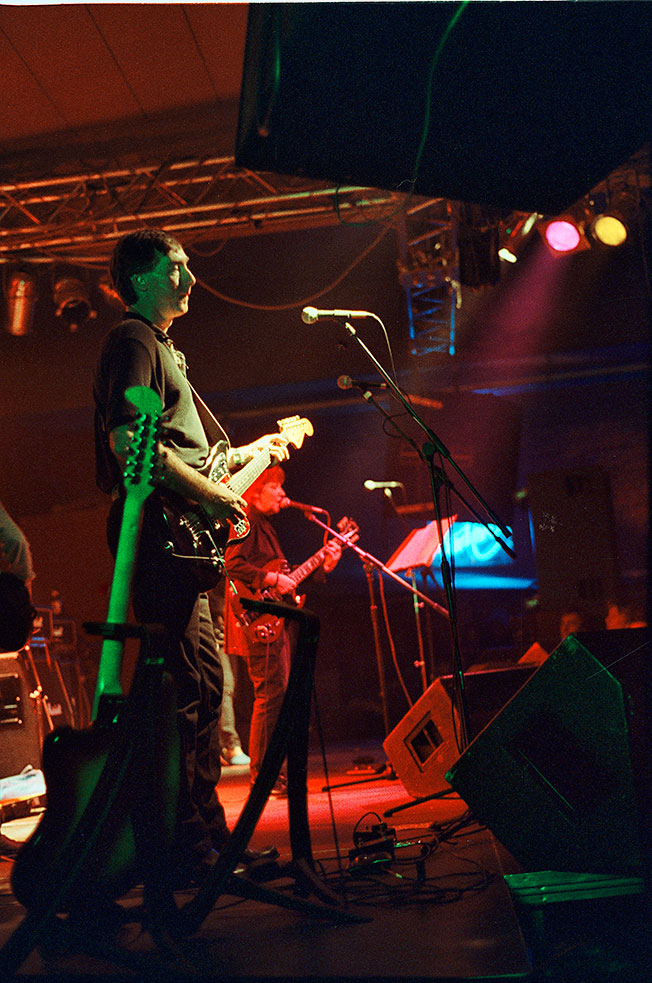
Sterling Morrison und Maureen Tucker 1992 in Augsburg

Sterling Morrison (eigentlich Holmes Sterling Morrison, Jr.; * 29. August 1942 in Westbury; † 30. August 1995 in Poughkeepsie, New York) war von 1965 bis 1971 und – nach einer Reunion – von 1992 bis 1993 Gitarrist der New Yorker Avantgarde-Rockband „The Velvet Underground“.

## Leben
Sterling Morrison studierte Englisch an der Syracuse University, wo er auf einen Kommilitonen traf, der ebenfalls Gitarre spielte: Lou Reed, der sich das Studium finanzierte, indem er nebenbei Songs für Pickwick Records schrieb. Die beiden probten eine Weile zusammen, verloren sich dann aber wieder aus den Augen, als Morrison sein Studium unterbrach. 1965 trafen sich Reed und Morrison in New York wieder. Zusammen mit dem klassisch ausgebildeten Musiker John Cale und dem Schlagzeuger Angus MacLise wurde ein zunächst loses Bandprojekt ins Leben gerufen. Nach Differenzen mit MacLise holte Morrison an dessen Stelle die Schlagzeugerin Maureen Tucker in die Band.

## The Velvet Underground
Damit war die Stammbesetzung von The Velvet Underground geboren. Sterling Morrison spielte meist die begleitenden Gitarrenriffs, sprang aber auch abwechselnd als Leadgitarrist oder Bassist ein, während Reed sang oder Gitarre spielte und der Multi-Instrumentalist Cale, der eigentliche Bassist der Gruppe, eine elektrisch verstärkte Viola/Violine oder Tasteninstrumente (Orgel, Klavier) bediente. Obwohl Morrison als fähiger Bassist galt – er spielte unter anderem die Bassriffs von „Sunday Morning“ auf dem von Andy Warhol geförderten Debütalbum der Gruppe – mochte er das Instrument nach eigener Aussage nicht besonders.
Als John Cale nach einem Streit mit Reed die Gruppe im Jahr 1968 verließ, konzentrierte sich Morrison ausschließlich auf die Rolle des Gitarristen; zudem trug er in einigen Songs wie zum Beispiel in dem fast 8 Minuten dauernden „Murder Mystery“  Sprechgesang bei. Morrison verlor unter der Dominanz von Lou Reed allmählich das Interesse an dem Konzept „Velvet Underground“ und so nahm er nebenbei sein Studium wieder auf. 1971 hatte Morrison in Houston seinen vorerst letzten Auftritt mit The Velvet Underground zu einem Zeitpunkt, als Reed die Band bereits verlassen hatte.
Nach der Trennung von der Band konzentrierte sich Morrison auf seine akademische Laufbahn und übernahm Lehraufträge. Seine musikalischen Ambitionen übte er nach eigenen Worten nur noch „zum Spaß aus, um nicht aus der Übung zu kommen“; darüber hinaus nahm er an einigen Sessions von weniger bekannten texanischen Roadhousebands teil, bis er an der University of Texas at Austin seine Dissertation in englischer Literatur vollendet hatte.
Mitte der 1980er Jahre traf er sich vereinzelt mit den alten Bandkollegen. So spielte Morrison sowohl mit Reed als auch mit Cale und seiner alten Freundin Maureen Tucker zusammen vereinzelt Stücke ein. Erst 1992 sollte es zu einer kurzfristigen Reunion von The Velvet Underground  in Originalbesetzung kommen. Nach einer Europatournee 1993 zerstritten sich die Bandmitglieder allerdings erneut, so dass die Band endgültig aufgelöst wurde. Morrison schloss sich 1994 noch kurz den Soloprojekten von Maureen Tucker an und verfolgte eigene Bandideen, bis ihm bei einer Routineuntersuchung überraschend die Diagnose Non-Hodgkin-Lymphom gestellt wurde.
Sterling Morrison starb kurz nach seinem 53. Geburtstag am 30. August 1995.